# 편 가르기 구호
편 가르기 구호(便 - 口號)란 어린이 놀이에서 3인 이상의 사람을 두 팀으로 나눌때 사용하는 구호를 말한다. 참가자는 손등/손바닥 또는 바위/보등의 두가지 선택중에 하나를 내밀면서 구호를 외친다.

## 역사
전통적으로 한국 아동의 민속놀이에 편 나누기 구호를 사용한 것이 있었는지의 여부는 확실치 않다. 단, 현재의 구호는 구호중에 일본어가 섞여 있는 것과 일본 놀이와의 유사성등으로 미루어 보아, 일제강점기 이래로 유입된 것이 각 지역별로 토착화된 것으로 보고 있다.

## 지역별 구호의 다양성
"편 나누기 구호"는 전국각지에서 매우 다양한 차이를 보인다. 도 단위는 물론 같은 지역 내에서도 시, 군에 따라 차이를 보이며, 심지어는 같은 시안에서도 차이를 보이는 경우가 많다. 이런 사실은 KBS의 《스펀지》와 MBC의 《무한도전》에서 방송 소재로 다루어지기도 하였다. 지리적으로 가까운데도 불구하고 지역별 편차가 큰 이유는 아무래도 이런 구호를 주로 사용하는 특정 연령층의 활동 반경이 상대적으로 작기 때문으로 판단된다. 이런 구호를 처음 배우는 시기는 보통 취학전이며 그 장소는 사는 곳에서 멀지않은 놀이터나 학교로 국한된다. 이러한 연령대의 아이들은 다른지역과의 교류가 좀처럼 일어나지 않기 때문에 과거 왕래가 적은 지역간에 사투리가 생겨나듯이 큰 격차가 생긴것으로 보인다.

### 수도권
서울
- 데덴찌(데뎀찌)[3]
- 쫄려도 한 판 데덴찌
- 엎어 데쳐
- 뒤퍼 엎어 쫄려도 한판
- 뒤집어라 엎어라 쫄려도 편먹기
- 엎어라 뒤집어라 엎어라

인천
- 덴찌에 후레시
- 데덴찌
- 엎어라 뒤집어라 데덴찌
- 업펑뒷펑 데덴찌
- 엎뒤엎뒤 대덴찌
- 엎어라 뒤집어라 한판
- 엎어라 뒤집어라 쫄면은 안돼 한판
- 엎어라 뒤집퍼라 못먹어도 말못하지 한~판! 판! 판!
- 업펑뒷펑 쫄려도 말못하기 한판
- 하안판 하안판

군포
- 덴찌 후레쉬
- 데덴찌

안성
- 엎어 엎어라 뒤쳐라
- 팀~짜 팀~짜 팀 짜

수원
- 엎어 뒤집어 째도 모른다 똥둑간에 애기낳기 애기낳기

안산
- 엎어라 뒤집어라 데덴찌
- 팀을뽑자 데덴찌

과천
- 데덴찌 엎어라 뒤집어라
- 데덴찌 팀을뽑자

구리
- 엎어라 뒤집어라 돌려도 말 못해

광명
- 쫄려도 한판 데덴치쓰

여주
- 엎어라 뒤쳐라 찌울려도 모른다

안양
- 엎어나 뒤쳐나 먹는대로 먹기 쫄려도 모른다 모른다 모른다
- 엎어나 뒤쳐나 쫄려도 먹기
- 엎어라 뒤집어라! (위or아래) 말하기

고양시
- 데덴찌

시흥시
- 엎어라 짚어라 먹는대로 먹기다 꼴려도 먹기다 이번에는 진짜다
- 팀을뽑자 데덴찌

의정부
- 뒤퍼 어퍼 쪼올려도 한판

동두천
- 쪼올려도 한판 뒤퍼 어퍼

이천
- 엎어라 뒤짚어라
- 엎어라 뒤짚어라 데덴찌

부천
- 데덴찌
- 덴치레 후레쉬 데덴찌

포천
- 뒤집어 엎어

포곡
- 뒤-뒤-뒤-뒤-집↗️어 엎↘️어

평택
- 엎어라 젖혀라 째어도 모른다 똥파먹기 똥파먹기 먹는끼리 먹는다

화성 병점(동화성)
- 어배라 뒤지배 새도 모른다
- 묵~찌

화성 향남(서화성)
- 어배라 뒤지배 새도 모른다

오산
- 묵~찌
- 어배라 뒤지배 새도 모른다
- 엎어라 젖혀라 째어도 모른다 먹는데로 먹기다

김포
- 덴덴 덴찌에 후레쉬

파주
- 후레쉬 덴찌에 덴덴

### 강원도
원주
- 엎~었다 뒤집었다

춘천
- 엎어티기 먹을까 찌글려도 말못해 말못해
- 어버뜨게 먹을까 산위에 말못해 아가리에 똥처넣기
- 엎어티기 먹을까 위(아래)

홍천
- 어글랐다 찌글랐다 할 수 없다
- 엎어뒤퍼 똥퍼

속초
- 덴치 덴치 덴치

인제
- 데덴찌
- 시골영감 목마타기 무엇을 낼까요 낼까요

강릉
- 팀~짜 팀~짜 팀 짜
- 편~짜 편~짜 편 짜
- 하~느리느리 땅
- 하늘천땅지

동해
- 띠인~ 따안~ 보

삼척
- 가대로 가는대로 구구파

- 탄~ 탄~ 탄

태백
- 판~으로 한판 위/아래
- 타안~으로 타안~ 위/밑
- 파~네로 한판 위/아래

화천
- 팀먹어 팀먹어(팀버거로 들림)찌그러서 먹기 (위/아래)

### 충청도
대전
- 우에시다리[4] 찌단말 없기 우에시다리 돈백만원내놓기 내놓기내놓기
- 우에 우에 우에시다리 위에/아래
- 우에시다리 시단말이 없어요 없어요 없어요

세종 조치원
- 모래모래모래모래 쎄요
- 모래모래장 까이쎄야
- 잠깐 혹은 자까

세종 눌왕리
- 으데으데 차차

청주
- 앞쳐 뒤쳐 앞쳐 뒤쳐
- 주먹 가위 주먹 가위
- 데덴찌
- 엎어라 뒤짚어라 쎄-야

보은
- 탄 탄 탄탄 비어스

옥천
- 앞뒤뽕

영동
- 변또로쓰리 쫄려도 말았어 항아리에 똥집어넣기

음성
- 하늘 하늘 하늘 땅이요

금왕
- 엎뒤 엎뒤 엎

삼성
- 엎뒤 엎뒤 엎뒤

대소
- 하늘 하늘 땅

충주
- 하늘 하늘 하늘 땅이요
- 하늘 하늘 땅
- 주가주가주(주먹/가위)

제천
- 편짜이 편짜이 샤스
- 하늘천 하늘천 따 지

금산
- 편나이 편나이 쌔쎠

천안
- 엎어라 뒤쳐라
- 엎어라 젖혀라

아산
- 엎어라 젖혀라 째단말 없음

예산
- 어플저플 저저플

서산
- 엎어라 젖혀라 못 살아도 살기 금반지 오천개

논산
• 편나 편나 편나라 났음
- 흰둥이 검둥이

대천
- 드라므로 드라므로 쎄야
- 못살기 잘살기 없음
- 팀 플레이 쎄야

당진
- 엎어라 뒤쳐라
- 엎어라 자쳐라

서천
- 무나모스떼야 위(아래)

홍성
- 편 들어주세요 위(아래)

### 전라도
전주
- 쫄지마쫄지마 우라우라 우라우라쎄요 되는대로 난다 똥빨아 먹기 먹기 먹기
- 우라우문떼야[5] 떼는대로 살기
- 우라우라쎄요 되는데로살기 살기살기먹기(먹기먹기먹기) 똥빨아먹기
- 우라우라 우라우라쎄요 올려(위에)/내려(아래)

익산
- 편먹고먹기 아리고나쎄요 쎔쎄미나미 니까짓게뭐냐
- 편먹고먹기 먹는대로먹기 삐치면빼기 못살아도 살기

군산
- 흰둥이 검둥이

김제
- 소라 소라 소라 메치기
- 엎어라 뒤집어라 돌려라 한판

부안
- 소라의 밑이 위에 / 아래

순창
- 소라미가 미찌미찌뽀

정읍
- 편짜기졌음 위 (아래)

남원
- 팀~짜기 팀~짜기 팀짜기 (위/아래)
- 찌까 찌까 찌까 찌까 에이 (위/아래)

장수
우라무라 쎄라~ 위아래(07년생 기준)
하늘하늘 땅 하늘하늘 땅(07년생 기준)
- 물물떼여 위~물물떼여 아래~

완주
- 위(아래) 소라여면떼야

광주
- 편뽑기 편뽑기 알코르세요
- 쫄지마쫄지마 우라우무떼[5]
- 소라이미치미치 개미똥꾸녘

나주
- 소라이 매치

화순
- 편짜기 소라이미치 미치 개미똥꼬 빨아 먹었더니 맛이 없더라
- 개미 똥구녘

여수
- 모라이 모라이 센치
- 쓰리도 마도 없이

순천
- 우라 무라 때~야 때때로 때~야 찌단말 없이

무안
- 소라여면떼야 위(아래)

구례
- 소라미가에치 /소오라이에치

목포
- 슬마너 되는 된대로 스마치 내놓기
- 슬마노
- 쓸려도 말없기
- 쓸려도 말없기 되는 된대로 집한채 내놓기
- 쓸마노 되는 된대로 집한채 내놓기
- 쓸마노요 되는 된대로요 스마치 내노키요
- 진도따오또나따 오또라이요

담양
- 후레시 멸치

광양
- 오라이 오라이 떼치 올려/내려
- 타암~타암~비

보성
- 아알~ 땡 위/아래

장흥
- 위아래 위아래 위!(아래)

해남
- 쏘쏘 쏘라이미씨

완도
- 된~대로 삽시다
- 덴데로 살짝 덴데로씬
- 앉았다 일어섰다 덴데로씬

### 경상도
대구
- 데엔지씨 오레엔지씨 아무거나 먹고 썽내기 없다 뺀다 뺀다 또 뺀다 뺀다 뺀다 또 뺀다

포항
- 탐탐비

구미
- 벤더시
- 벤더시 위로/밑으로

안동
- 탄 탄 후레시 탄탄보 위로/아래로

영주
- 데렌지씨
- 뎀쥐
- 데덴찌

영천
- 덴디씨 오레엔디씨 아무거나 디씨

봉화
- 덴찌로 덴

문경
- 핀나장깨이쇼초
- 앞뒤 가위바위보요

함창
- 잰노로지여~!

상주
- 편가기젠나버지요
- 덴디씨

칠곡
- 개미네 짚신 위로(아래로)

의성
- 눌러떼

예천
- 덴디시 오렌디시

영덕
- 타암타암비

울진
- 뎀뽀 뎀뽀 뎀뽀

성주
- 덴디씨

김천
- 덴데열 싸스

- 탐탐페요 타듬타듬테여 이카는데 머있어 절라카나 머라이거 쌌나 스스스스슷 오호

경주
- 펜더 소라

경산
- 덴디씨 소다씨 아무꺼나 냅시다

부산
- 젠디
- 덴디
- 묵찌
- 실려도 편먹기 편먹기 요번만에 꼭이다 꼭이다
- 젠디또
- 덴디또

영도
• 탄 탄 탄탄 비어스 
• 팀 팀 팀먹기 하~자  
울산
- 실림없다 말없다 을음은 데야 대는 대로 먹자 성내기 없기
- 소라소라 셔치 (윗뚜껑/밑뚜껑)
- 편 편 편을뽑자 편따리샤바 (윗뚜껑/밑뚜껑)
- 팀 팀 팀을 정하자/뽑~자
- 엎어라 뒤집어라 하늘 땅
- 편또 셔라~ 셔라~ 셔라~

|양산]]
- 하늘 하늘 땅
- 하늘 따~앙

마산
- 덴찌야 빠야, 덴찌야 데덴
- 하늘 땅 별~땅

진주
- 덴찌뽀
- 뗸찜뽕

김해
- 하늘 땅
- 묵찌
- 편먹기 시침
- 팀먹기 합시다

통영
- 덴 덴 덴덴 보야

진해
- 편을먹자
- 젠디로마 쓰리오 위 아래

창원
- 편편 편먹기 합시다
- 편먹기합시다 먹는대로먹었지 어떻게먹느냐 성내면팬티까고 엉덩이맞기
- 하늘과 땅 하늘/땅
- 묵 묵 묵찌묵찌(대방동)
- 앞뒤 앞뒤 (대방동)

거제
- 가나반대 도요(대여·대요)
- 댄디신디
- 엔디신디신디

### 제주시
제주
- 하늘과 땅이다 이번엔 진짜
- 하늘과 땅!

## 같이 보기
- 이니 미니 마이니 모